# يوم الفيل العالمي
يوم الفيل العالمي هو حدث سنوي دولي يقام في 12 أغسطس من كل سنة، يهتم بالحفاظ على الفيلة في العالم وحمايتها. تم التفكير في الحدث في عام 2011 من قبل المخرجين الكنديين باتريشيا سيمز ومايكل كلارك، إضافة إلى سيفابورن دارداراناندا، الأمين العام لمؤسسة إعادة توطين الفيلة في تايلاند، وقد تم تأسيسه رسميًا ودعمها وإطلاقها من قبل باتريشيا سيمز ومؤسسة إعادة توطين الفيلة في 12 أغسطس 2012. منذ ذلك الوقت، تواصل باتريشيا سيمز قيادة وتوجيه يوم الفيل العالمي، الذي تدعمه الآن أكثر من 65 منظمة لحماية الحياة البرية والعديد من الأفراد في جميع أنحاء العالم.

## المهمة
الهدف من يوم الفيل العالمي هو خلق وعي بالمحنة الملحة للأفيال الأفريقية والآسيوية، وتبادل المعرفة والحلول الإيجابية من أجل رعاية وإدارة الأفيال البرية بشكل أفضل. تم إدراج الفيلة الأفريقية على أنها «مستضعفة» والفيلة الآسيوية على أنها «مهددة بالانقراض» في القائمة الحمراء للأنواع المهددة بالانقراض. صرح أحد أخصائيي الحفاظ على البيئة أن الفيلة الأفريقية والآسيوية تواجه خطر الانقراض في غضون اثني عشر عامًا. تقدر التقديرات الحالية لعدد الفيلة بحوالي 400,000 للأفيال الأفريقية و 40,000 للأفيال الآسيوية، على الرغم من أنه قد قيل أن هذه الأعداد مرتفعة للغاية.

## قضايا

### الصيد غير القانوني
أدى زيادة الطلب على العاج، وخصوصا في الصين، إلى ارتفاع حالات الصيد غير القانوني للفيلة الأفريقية والآسيوية. على سبيل المثال، قُتل مؤخرًا أحد أكبر الفيلة في العالم، وهو صاتاو، طمعا في أنيابه الشهيرة. كما قُتل الفيل الكيني الآخر ماونتن بول على يد الصيادين. ومع ارتفاع قيمة العاج الآن عن الذهب، تواجه الفيلة الأفريقية وباءًا غير مشروع. كما يتم صيد الأفيال بحثًا عن اللحوم والجلد وأجزاء من جسمها، مع تعريض تجارة الحياة البرية غير القانونية للفيلة للخطر بشكل متزايد، لأنه يُنظر إليه على أنه جهد منخفض المخاطرة وذو ربح كبير. غالبًا ما يتم اعتبار الصيادين مدربين على هذا النشاط نظرًا لكمية الأدوات اللازمة للنقل وكذلك الحجم الكبير لهذه الحيوانات.

### فقدان الموائل
أصبح فقدان الموائل بسبب إزالة الغابات وزيادة التعدين والأنشطة الزراعية مشكلة، وخاصة بالنسبة للفيلة الآسيوية. كما أن تجزئة الموائل تخلق عزلة، وهذا ما يجعل التكاثر بين هاته الفيلة أكثر صعوبة، ويسمح للصيادين بالعثور على الفيلة وضبط الفخاخ بسهولة أكبر. فقدت الفيلة الآسيوية ما يقرب من 30 إلى 40٪ من بيئتها مما يجعل من الصعب للغاية الحفاظ على أعدادهم وأرواحهم.

### الصراع بين الإنسان والفيلة
يُعد نزاع الأفيال البشري مصدر قلق كبير، حيث يزداد عدد السكان البشر وتتناقص مساحة الغابات، مما يجبر الأفيال على الاحتكاك أكثر بالمناطق السكنية. تشمل الحوادث الأضرار التي لحقت بالمحاصيل والخسائر الاقتصادية، فضلاً عن الخسائر في الأرواح لدى الأفيال والبشر.

### سوء المعاملة في الاسر
غالبًا ما يؤدي الافتقار إلى التشريعات المتعلقة بطريقة رعاية الفيلة في المحميات والسيركات إلى إساءة معاملتهم. يمكن أن يشكل الأَسر تهديدًا خطيرًا للفيلة، وغالبًا ما يتم أسر الفيلة الآسيوية بشكل غير قانوني في البرية ويتم الاتجار بها في صناعة السياحة المربحة.

### دعم المشاهير
تحدث العديد من المشاهير البارزين عن الحاجة الملحة لحماية الفيلة، بما في ذلك ليوناردو دي كابريو، كريستين دافيس، ويليام شاتنر، ياو مينغ، ويليام دوق كامبريدج، جورجا فوكس، أليك بالدوين، ستيفن فراي، آشلي جود، جادا بينكيت سميث، كاثرين بيغلو، وسياسيون مثل باراك أوباما، وهيلاري كلينتون وتشيلسي كلينتون.

## وصلات خارجية
- الموقع الرسمي